# Leucosyke media
Leucosyke media är en nässelväxtart som beskrevs av Unruh. Leucosyke media ingår i släktet Leucosyke och familjen nässelväxter. Inga underarter finns listade i Catalogue of Life.